# Diagnostic rétrospectif
En histoire de la médecine, un diagnostic rétrospectif (ou rétrodiagnostic ou diagnostic posthume) est l'identification, a posteriori, d'une maladie chez un patient décédé, qui peut être une personnalité historique. Ce type de diagnostic utilise des sources primaires anciennes, médicales ou non médicales, et se fait grâce aux connaissances, aux méthodes et aux classifications nosologiques modernes,. Il peut aussi s'agir, de manière plus générale, d'une tentative pour désigner sous un nom moderne un ancien fléau sanitaire aux définitions floues et mal établies.
En biologie médicale, le terme de « diagnostic rétrospectif » s'applique aussi lorsque celui-ci a été porté tardivement chez un patient, soit après sa guérison soit après son décès. C'est alors l'analyse au laboratoire de matériel prélevé chez ce patient qui permet d'aboutir à un diagnostic de certitude. En pareil cas, le diagnostic rétrospectif peut contribuer au progrès de la recherche médicale.

## Usage en histoire de la médecine
Le diagnostic rétrospectif peut être pratiqué par des historiens de la médecine ou par des historiens généralistes, et publié dans des médias de différents niveaux académiques. Un tel diagnostic nécessite souvent d'établir un parallèle entre des mondes linguistiques et conceptuels qui peuvent être séparés de plusieurs siècles, en accordant une position privilégiée aux concepts et catégories modernes de la médecine. Au pire, il peut devenir « guère plus qu'un jeu aux règles mal définies et ayant une faible crédibilité académique ».
C'est ainsi qu'un essai de diagnostic rétrospectif sera contestable lorsque, par exemple, il omet de tenir compte du contexte historique, traite des documents historiques et religieux au même titre que des données scientifiques, ou attribue abusivement à la maladie des comportements en fait non pathologiques.
La science moderne peut améliorer la compréhension de l'histoire des maladies. Par exemple, la biologie des insectes vecteurs du paludisme et de la fièvre jaune permet d'expliquer les changements observés dans la propagation et l'étendue de ces maladies, à la suite de travaux de drainage ou d'urbanisation durant certaines périodes historiques.

## Usage en recherche médicale
La recherche de l'origine du VIH a fait appel au diagnostic posthume du SIDA chez des patients décédés des années avant la découverte de cette maladie. 
On peut également citer l'exemple de l'étude des tissus du cordon ombilical, qui permet d'identifier a posteriori une infection à cytomegalovirus chez des enfants ayant des lésions du système nerveux central.

## Usage en littérature

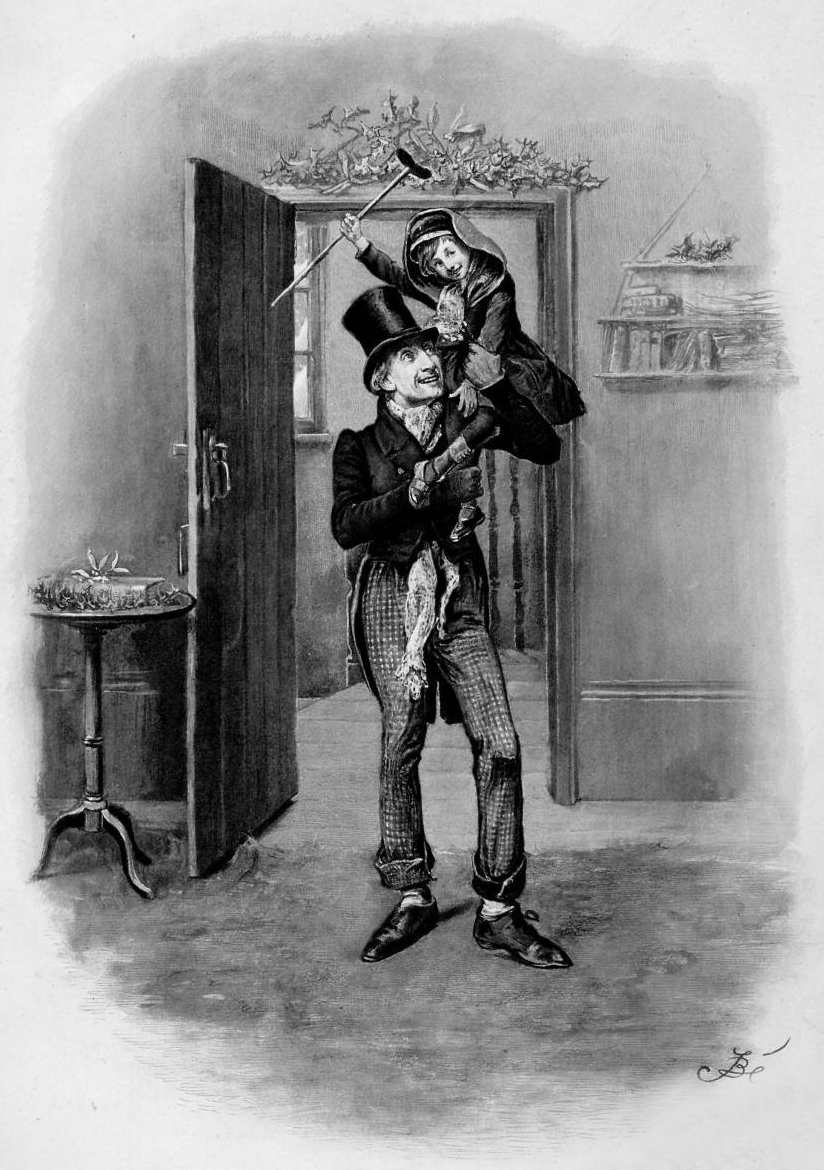
Le petit garçon Tiny Tim, sur l'épaule de son père Bob Cratchit, a peut-être été inspiré par le fils d'un ami de Dickens.

L'exercice intellectuel du diagnostic rétrospectif est parfois tourné en dérision dans certaines parodies où des personnages de fiction en font l'objet. Ainsi, Noisette l'écureuil (Squirrel Nutkin), imaginé par Beatrix Potter, pourrait souffrir du syndrome de Gilles de la Tourette, tout comme Mr Pancks dans La Petite Dorrit de Dickens et le personnage de Tiny Tim, dans le Chant de Noël du même auteur, peut avoir été atteint d'une acidose tubulaire rénale distale (type I) ou de rachitisme.

## Exemples historiques
- Le pharaon Toutânkhamon était peut-être atteint du syndrome de Klippel-Feil[11]
- Alexandre le Grand serait très vraisemblablement mort d'une forme axonale motrice sévère de syndrome de Guillain-Barré (AMAN) environ une semaine après une gastroentérite à Campylobacter jejuni[12]
- La cause de la suette pourrait avoir été un hantavirus[3]
- La peste noire était probablement la peste bubonique[5]
- La Grande Vérole est habituellement identifiée à la syphilis mais pourrait aussi correspondre à plusieurs autres maladies vénériennes[3]
- Le botulisme serait la cause des visions religieuses de Julienne de Norwich[5]
- Agnès Sorel, la favorite du roi Charles VII, serait morte d'une intoxication au mercure[13] et non d'une infection puerpérale[14] comme le veut la thèse officielle
- Le chef indien powhatan Opchanacanough, mort en 1664, serait, selon  Marsteller, le premier exemple historique documenté de myasthénie[15].
- Le roi George III du Royaume-Uni semble avoir présenté tous les symptômes de la porphyrie[16]
- Samuel Johnson était atteint du syndrome de Gilles de la Tourette[17]
- La maladie d'Addison pourrait avoir été la cause du décès de Jane Austen, une romancière anglaise du XIXe siècle[18]
- Abraham Lincoln pourrait avoir été atteint du syndrome de Marfan[19]
- La mort des membres de l'expédition de Burke et Wills pourrait être due à une intoxication à la thiaminase[20]
- La maladie paralytique de  Franklin D. Roosevelt pourrait avoir été un  syndrome de Guillain-Barré et non une poliomyélite[21]